# 2018년 시카고 영화 비평가 협회상
제31회 시카고 비평가 협회상은 2018년 12월 8일에 열린 시상식이다.

## 수상 및 후보

### 작품상
- 로마 - 알폰소 쿠아론 수상
- 더 페이버릿: 여왕의 여자 - 요르고스 란티모스
- 퍼스트 리폼드 - 폴 슈레이더
- 유전 - 아리 에스터
- 스타 이즈 본 - 브래들리 쿠퍼

### 감독상
- 로마 - 알폰소 쿠아론 수상
- 스타 이즈 본 - 브래들리 쿠퍼
- 더 페이버릿: 여왕의 여자 - 요르고스 란티모스
- 너는 여기에 없었다 - 린 램지
- 퍼스트 리폼드 - 폴 슈레이더

### 남우주연상
- 퍼스트 리폼드 - 에단 호크 수상
- 바이스 - 크리스찬 베일
- 스타 이즈 본 - 브래들리 쿠퍼
- 보헤미안 랩소디 - 라미 말렉
- 너는 여기에 없었다 - 호아킨 피닉스

### 여우주연상
- 유전 - 토니 콜렛 수상
- 로마 - 얄리차 아파리시오
- 서포트 더 걸즈 - 레지나 홀
- 스타 이즈 본 - 레이디 가가
- 캔 유 에버 포기브 미? - 멜리사 맥카시

### 남우조연상
- 캔 유 에버 포기브 미? - 리차드 E. 그랜트 수상
- 그린 북 - 마허샬라 알리
- 뷰티풀 보이 - 티모시 샬라메
- 블랙 팬서 - 마이클 B. 조던
- 버닝 - 스티븐 연

### 여우조연상
- 더 페이버릿: 여왕의 여자 - 올리비아 콜맨 수상
- 위도우즈 - 엘리자베스 데비키
- 카우보이의 노래 - 조 카잔
- 이프 빌 스트리트 쿠드 토크 - 레지나 킹
- 더 페이버릿: 여왕의 여자 - 레이첼 와이즈

### 각본상
- 퍼스트 리폼드 - 폴 슈레이더 수상
- 에이스 그레이드 - 보 번햄
- 더 페이버릿: 여왕의 여자 - 데보라 데이비스 외 1명
- 로마 - 알폰소 쿠아론
- 바이스 - 아담 맥케이

### 각색상
- 이프 빌 스트리트 쿠드 토크 - 배리 젠킨스 수상
- 블랙클랜스맨 - 찰리 와치텔 외 3명
- 캔 유 에버 포기브 미? - 니콜 홀로프세너 외 1명
- 스탈린의 죽음 - 아만도 이아누치 외 2명
- 스타 이즈 본 - 에릭 로스 외 2명

### 외국어영화상
- 로마 - 알폰소 쿠아론 수상
- 버닝 - 이창동
- 가버나움 - 나딘 라바키
- 콜드 워 - 파벨 포리코브스키
- 어느 가족 - 고레에다 히로카즈

### 다큐멘터리상
- 화해의 조건 - 빙 리우 수상
- 프리 솔로 - 엘리자베스 차이 베사헬리 외 1명
- RBG - 벳시 웨스트 외 1명
- 쓰리 아이덴티컬 스트레인저스 - 팀 워들
- 원트 유 비 마이 네이버? - 모건 네빌

### 애니메이션상
- 스파이더맨: 뉴 유니버스 - 밥 퍼시케티 외 2명 수상
- 인크레더블 2 - 브래드 버드
- 개들의 섬 - 웨스 앤더슨
- 주먹왕 랄프 2: 인터넷 속으로 - 필 존스턴 외 1명
- 루벤 브란트, 콜렉터 - 밀로라드 크르스틱

### 촬영상
- 로마 - 알폰소 쿠아론 수상
- 콜드 워 - 루카즈 잘
- 더 페이버릿: 여왕의 여자 - 로비 라이언
- 퍼스트맨 - 라이너스 산드그렌
- 이프 빌 스트리트 쿠드 토크 - 제임스 렉스톤

### 음악상
- 이프 빌 스트리트 쿠드 토크 - 니콜라스 브리텔 수상
- 퍼스트맨 - 저스틴 허위츠
- 맨디 - 요한 요한슨
- 서스페리아 - 톰 요크
- 너는 여기에 없었다 - 조니 그린우드

### 편집상
- 로마 - 알폰소 쿠아론 외 1명 수상
- 퍼스트맨 - 톰 크로스
- 바람의 저편 - 오손 웰즈 외 1명
- 위도우즈 - 조 월커
- 너는 여기에 없었다 - 조 비니

### 미술상
- 더 페이버릿: 여왕의 여자
- 서던 리치: 소멸의 땅
- 블랙 팬서
- 패딩턴 2
- 로마

### 시각효과상
- 서던 리치: 소멸의 땅
- 블랙 팬서
- 퍼스트맨
- 미션 임파서블: 폴아웃
- 패딩턴 2

### 유망감독상
- 유전 - 아리 에스터 수상
- 에이스 그레이드 - 보 번햄
- 스타 이즈 본 - 브래들리 쿠퍼
- 화해의 조건 - 빙 리우
- 쏘리 투 보더 유 - 부츠 라일리

### 유망연기상
- 에이스 그레이드 - 엘시 피셔 수상
- 로마 - 얄리차 아파리시오
- 스타 이즈 본 - 레이디 가가
- 흔적 없는 삶 - 토마신 맥켄지
- 블랙클랜스맨 - 존 데이비드 워싱턴